# E-lis
E-LIS(Eprints in Library and Information Science)는 도서관 및 문헌정보학에 속하는 과학 논문을 보유한 국제적 개방 저장소이다.  E-LIS는 자원 봉사 에디터의 팀들의 축으로 구성되어있고, 22개국어로 된 자료를 보유하고 있다.
현재까지 12,000건 이상의 논문이 저장되어 있다. 오픈 액세스(OA) 운동에 따라 자유로운 접근이 가능하며 자발적인 기여에 기반을 둔다.

## 개요
E-LIS는 도서관 및 문헌정보학 분야에서 가장 큰 국제적 개방형 저장소이다. E-LIS를 검색하거나 탐색하는 일은 다국어적, 다문화적 체험의 일종으로 간주되며, 이는 오픈 액세스 아카이브를 통해 전 세계 사람들을 끌어올 수 있는 한 예이다. LIS관련 오픈액세스의 개발과  LIS코뮤니티의 보급은 국제 LIS 네트워크의 개발을 촉진시키고 있으며, 이것은 E-LIS의 성공으로 이어 진다. E-LIS는 가장 큰 규모의 국제 문헌정보학 오픈 리포지터리이며 2개국어 이상으로 브라우징과 서칭이 가능하며 모든 리포지터리의 오픈액세스를 고무시킬 수 있다.

## 정책
- 제출 정책

E-LIS 아카이브의 목적은 LIS의 전문 표시, 접근, 검색 등을 인터넷에 액세스 할 수 있는 모든 잠재적인 사용자들이 사용할 수 있게 만드는 것이다. 검색과 보관은 E-LIS를 사용하는 모든 이용자들에게 무료로 제공된다. 다만 문서를 제출하고자하는 저자는 시스템의 사용자 ID를 얻기 위해서 등록을 할 필요가 있다. 또한 LIS 및 관련 분야에 종사하는 사서, 도서관, 연구 기관, 단체, 개인 연구원들도 아카이브에 기여하는 것을 권장하고 있다. 

그 외에도 E-LIS 아카이브는 사서, 정보 과학 기술 과학 및 기술 문서 공개 또는 미발표 및 관련 응용 프로그램의 활동을 허용한다. 수용을 위한 기준은 EPrints의 LIS 분야에서 그들이 커뮤니케이션 프로세스에 입력 할 준비가 완료된 문서의 형태를 가지고 연구와 관련된 것이어야 한다. 또한 여기에는 프리 프린트, 포스트 프린트, 컨퍼런스 페이퍼, 컨퍼런스 포스터, 프레젠테이션, 책, 논문, 기술보고서, 신문 및 잡지 기사 등의 출판자료도 포함될 수 있다.

제출 한 서류들은 E-LIS 직원에 의해 승인 된 서브미션 버퍼에 저장되고 메타데이터나 그 외 파일에 문제가 있을 경우 수정을 위해 저자에게 반환된다. 제출 버퍼의 문서는 수동으로 확인되는데 여기서 E-LIS에 추가하기 전에 정책에 맞도록 확인하고 검토한다. E-LIS 직원은 문서 메타 데이터의 품질을 관리하고 메타 데이터가 잘못된 경우 변경을 하고 있다. 보통 이 과정에는 약 2일의 기간이 걸린다.
E-LIS는 국제 오픈 아카이브로서 모든 언어가 지원되고 있다. 단 문서가 영어 이외의 언어 인 경우에는 영문으로 된 초록 및 키워드를 포함해야 한다.
저작권 문제는 저자의 책임이므로 문서를 제출하는 저자는 제출 된 문서의 전자 배포에 대한 제한이 없다는 것을 확인할 필요가 있다. E-LIS은 저자에 의해 제출 된 내용에 대한 책임을 지지 않는다.
1. 위탁계약서

저자 본인에 의하여 기탁된 자료 정리를 위하여 : 파일과 연관된 서지 메타 데이터 컬렉션 셀프 아카이빙, I 조성 E-LIS 그들을 저장하고 온라인에 무료로 공개되고 그것을 영구적으로 사용할 수 있는 권리. 나는 이 자료는 내 자신의 지적 재산권임을 선언하고 나는 이러한 파일 및 메타 데이터를 배포하는 저작권에 위반 된 경우 E-LIS는 일체의 책임을 지지 않는다는 것을 이해하고 있다. 모든 저자는 눈에 띄도록 자신의 작품의 제목 페이지에 자신의 저작권을 주장하는 것이 좋다.
자료가 저자 이외의 누군가에 의해 기탁되는 경우 : 나는 E-LIS에서 보관하고 있던 파일과 관련된 서지 메타 데이터 컬렉션이 공개 도메인에 있다는 것을 선언한다. 이것이 사실이 아닌 경우, 나는 이러한 파일 및 메타 데이터를 배포하는 것을 수반 될 수 있는 저작권 위반에 대한 모든 책임을 받아들인다.
- 저작권 정책

1. 저자의 저작권

E-LIS의 모든 작품은 저자의 재산이다. 저자가 e-prints 서버에 견본을 제출하면, 저자는 저작권을 유지한다. 저자는 자신이 작성한 텍스트는 저자 자신의 지적 재산이다. 별도로 명시하지 않는 한, 제작자 또는 저자는 저작권 및 기타 소유권을 유지한다. 제출한 저자는 아카이브가 자신의 전자 배포에 대한 제한이 없는 문서를 확보하는 것에 동의해야 한다. 저자는 견본의 저작권을 보유하고 있으므로 다른 사람의 허가를 구하지 않고 자체 보관 할 수 있다. 심사 포스트 프린트를 위해, 저자는 저작권 양도 계약을 변경 하거나 셀프 아카이빙을 할 수 있으나 이에 실패하면 자체보관해둔 프리프린트를 수정해야 할 파일에 링크시킬 수 있다.
1. 셀프 아카이브에 대한 권리
2. 서지 데이터 정책은 무엇인가?

- 보존 정책
- 개인 정보 보호 정책
- 책임의 한계

## 운영 구조
2년을 임기로 하며 행정 위원회 위원에는 5명의 위원이 활동하며 경영 위원회 위원에는 큐레이트 서비스 담당업무자, 저자명 표준화작업 담당 업무자, 편집부 코디네이터,정책 및 저작권 관련 코디네이터, JITA 분류 스킴 업무 담당 업무자로 구성되어 있다. 편집부는 북미와 중미를 관할하는 지역 에디터 위원과 남미를 관할하는 에디터 지역위원이 있다. 그리고 미국, 남미, 유럽, 아프리카 등지의 약 30개국의 에디터들이 활동하고 있다.

## 장점
도서관계의 연구,학술논문 및 보고서,발표 등의 정보에 대한 유통을 촉진하고 동향을 파악할 수 있다는 점이다.

## 컨텐츠
E-LIS는 도서관학, 정보학에 관련한 자료들을 소장하고있다. 소장자료는 학술논문 뿐만 아니라 학위논문, 목차 등과 같은 다양한 자료들을 취급한다. 아카이브 된 자료들은 대부분 전문가의 검증을 받은 자료들이다. 그 자료들의 2/3은 스페인어와 영어로 되어있다. 나머지 자료들 또한 이탈리아어, 독일어, 폴란드어와 같이 주로 유럽언어 자료들이다.

## 보존
디지털 컨텐츠의 장기 보관을 위해 개발된 메타데이터를 보존 메타데이터라고한다. 이것은 문서를 리포지터리에 저장하고 이용자에게 제공하는데 꼭 필요하다. 보존메타데이터는 리포지터리에 있는 특정 디지털 개체의 보존을 위해 개체와 관련된 다양한 활동들을 기록한다. E-LIS는 디지털 개체의 보존을 위해 'Preserv'를 개발하였다. 이 시스템은 E-LIS 리포지터리에 있는 자료를 이용자들로 하여금 장기적 접근이 가능하게하며, E-LIS 리포지터리의 보존 전략에 대한 인프라 구축을 조사하고 개발한다.

## 같이 보기
- 농업 정보 관리 표준 (AIMS)